# Assyriska Föreningen
Assyriska FF Södertälje (Deutsch: Assyrischer Fußballverein Södertälje) ist ein schwedischer Fußballverein in der Stadt Södertälje, südwestlich der Hauptstadt Stockholm.

## Geschichte
Der Sportverein wurde 1971 von assyrischen Einwanderern gegründet. Er erhielt 1974 seine Fußballabteilung und startete 1975 den offiziellen Spielbetrieb im schwedischen Ligasystem. Schritt für Schritt stieg der Verein auf und erreicht 1985 bereits die 4. Liga. Im Jahre 1992 folgte der erste Aufstieg in die 2. schwedische Liga. Mitte der 1990er-Jahre wurde der Klub mit Erfolg vom deutschen Trainer Peter Antoine in der 2. Liga trainiert.
Im Vorfeld des Aufstiegs in die Allsvenskan am Ende der Spielzeit 2004 kam es teilweise zu heftigen, auch fremdenfeindlichen Diskussionen in Schweden, da der Verein nur dank des Lizenzentzuges von Örebro SK den Aufstieg geschafft hatte. In der Spielzeit 2005 spielte der Verein zum ersten Mal in der höchsten schwedischen Liga und feierte dort am 17. April gegen IFK Göteborg den ersten Sieg.
Dann folgte jedoch der rapide Abstieg: Am Ende der Saison stieg Assyriska mit nur vier gewonnenen Spielen abgeschlagen in die Superettan ab. In der folgenden Spielzeit platzierte sich der Klub in der zweiten Liga überraschend nur als Tabellendreizehnter und musste in die Relegation. Dort traf man im Oktober 2006 auf Bunkeflo IF und nach einem 0:0-Unentschieden im Hinspiel musste man zuhause ein 1:1-Unentschieden hinnehmen. Damit stand gemäß der Auswärtstorregel der Abstieg in die Drittklassigkeit fest. In der Saison 2007 gelang dem Klub als Meister der drittklassigen Division 1 Norra jedoch die souveräne Rückkehr in die Superettan. In den darauffolgenden Spielzeiten scheiterte Assyriska knapp am Aufstieg: In der Saison 2008 fiel der Klub nach 29 Spieltagen unter den ersten drei am letzten Spieltag auf den vierten Platz zurück, in der folgenden Spielzeit erreichte er zwar den dritten Tabellenplatz und somit die Relegationsspiele gegen Djurgårdens IF, in diesen unterlag man nur knapp und unglücklich mit einer 0:3-Niederlage nach Verlängerung im Rückspiel, nachdem das Hinspiel mit einem 2:0-Erfolg gewonnen worden war. Auch 2010 bedeutete der vierte Tabellenplatz – allerdings mit fünf Punkten Rückstand auf GIF Sundsvall – das Verpassen der Erstligarückkehr.
Alle Heimspiele finden in der 2006 eröffneten Södertälje Arena auf Kunstrasen statt. Auch heute besteht noch eine große Beziehung zwischen assyrischen Einwanderern und Verein. Bei den Spielern stellen Schweden mittlerweile jedoch fast die Hälfte des Kaders.

## Trainer
- Conny Karlsson (2009)
- Rikard Norling (2010–2011)

## Spieler
- Pa Dembo Touray (2001–2002)
- David Durmaz (1999–2001) Jugend, (2001–2006, 2012–) Spieler
- Stefan Batan (2003–2005, 2008–2009, 2010–2013)
- Kabba Samura (2003–2005)
- Erland Hellström (2003–2006)
- Aziz Corr Nyang (2007–)
- David Azin (2012)
- Danilo de Souza (2011–2014)